# Tworzykowo (Gran Polonia)
Tworzykowo [pronunciación en polaco: /tfɔʐɨˈkɔvɔ/] es un Asentamiento ubicado en el distrito administrativo de Gmina Brodnica, dentro del Distrito de Śrem, Voivodato de Gran Polonia, en el oeste de Polonia central. Se encuentra aproximadamente a 6 kilómetros (4 mi) al noreste de Brodnica, a 10 kilómetros al norte de Śrem, y a 27 kilómetros al sur de la capital regional Poznań.